# Mount Robinson (berg i Falklandsöarna)
Mount Robinson är ett berg i territoriet Falklandsöarna (Storbritannien). Det ligger i den västra delen av landet, 150 km väster om huvudstaden Stanley. Toppen på Mount Robinson är 700 meter över havet. Mount Robinson ingår i French Peaks.
Terrängen runt Mount Robinson är kuperad norrut, men söderut är den platt. Mount Robinson är den högsta punkten i trakten. Trakten runt Mount Robinson är nära nog obefolkad, med mindre än två invånare per kvadratkilometer. Det finns inga samhällen i närheten. Trakten runt Mount Robinson består i huvudsak av gräsmarker.